# والترویل (اورگن)
والترویل (به انگلیسی: Walterville) یک منطقهٔ مسکونی در ایالات متحده آمریکا است که در شهرستان لین، اورگن واقع شده‌است.